# کازویا فوکوزاکی
کازویا فوکوزاکی (انگلیسی: Kazuya Fukuzaki؛ زادهٔ ۳۱ ژانویهٔ ۱۹۹۴) بازیکن فوتبال اهل ژاپن است.